# Валенсианска кухня
Валенсианската кухня е тази, която традиционно се приготвя в област Валенсия. Тя е част от средиземноморската диета, заради използването на зехтин, зеленчуци и риба. Съществуват съществени различия между кухнята на крайбрежните райони, където водещи са рибата и зеленчуците, и тази на вътрешните райони, която е по-селска и от по-голямо значение са месните продукти. Общото между двете области, което характеризира валенсианската кухня е използването на ориз. Тази зърнена култура, култивирана от епохата на мюсюлманите по земите на Валенсия, е много ценена и използвана в безкрайно много ястия, между които е и най-известното на международно ниво – паелята. Валенсианските портокали и мандарини също са световноизвестни.

## Типични ястия

### Видове ориз
От всички ястия, които съставляват валенсианската кухня, най-известното в света е паелята – задушено ястие от сух ориз, сготвено в паеля (плитък метален тиган с дръжки, който дава името си на ястието) на дърва (за предпочитане от портокалови дървета), приготвени за тази цел. Известно е до такава степен, че във всеки втори дом в област Валенсия има тиган за паеля, открито или закрито пространство, където се приготвя паеля на дърва.
Съществуват разнообразни рецепти, но типичната за региона се състои от ориз, пилешко и заешко месо, bajoqueta (бахокета – зелен фасул) и garrofón (гарофон). Също така обикновено се добавят vaquetas (вакетас – вид охлюв) или кюфтета (в района на Рибера). Жълтият цвят традиционно се постига с шафран, въпреки че става известно и използването на изкуствени оцветители.
Известността на това ястие е довела до появата на безброй рецепти, които нямат почти нищо общо с оригинала, тъй като те включват грах, чоризо, маслини или, както в случая на така наречената смесена паеля, в която смесват месо и риба. Валенсианците не признават тези видове паеля, след като се появи група валенсиански готвачи, водена от Рафаел Видал, в това число и Асоциацията на ресторантите в област Валенсия Menjar i Viure (Мъджар и Виуръ) и Валенсианската асоциация на собственици на ресторанти, които заявяват необходимостта да се направи официална рецептата за валенсианска паеля.
Смята се, че паелята с морски дарове произлиза от брега на Кастельон и Тарагона, а не на Валенсия, докато в провинция Аликанте преобладават не толкова сухият, сладкият и воднистият ориз. По повод интернационализацията на паелята, Мануел Васкес Монталбан се пошегува: „Интернационализираната паеля е ястие от ориз, в което се смесват месо, риба и всички растения, с изключение на банана“.
Оризът играе толкова важна роля в кухнята на този регион, че в много книги за испанската кухня има над 100 различни начини за приготвянето на ориза, произхождащ от Валенсия, било то сух (като Arroz a banda (ароз а банда) или черен ориз), на фурна (като печен ориз или ориз с кора) или яхнии (като ориз с бяло цвекло или ориз с боб и ряпа).
Друго ястие, готвено по начин, подобен на паелята с морски дарове, е fideuá (фидеуа), където оризът се заменя със специален тип дебело меко фиде. Други типични съставки включват риба, калмари, на clóchinas (местен сорт миди) и други морски дарове. В южната половина на провинция Аликанте е традиционен оризът с кора, направен с колбаси, кървавица, бяло вино и яйце.

### Яхнии
Във вътрешните райони са много типични ollas или olletas (олас или олетас – ястие от царевица с патица или петел), които обикновено се приготвят през зимата. Техните основни съставки са кокали, ориз, свинско месо, кървавица и зеленчуци. Puchero (пучеро – ястие от нахут, говеждо месо, сланина, картофи, подправки, луканка) или косидо (ястие от месо, зеленчук и нахут) е характерно най-вече на Коледа.
Едно специфично валенсианско ястие, типично за Албуфера (природен парк във Валенсия), е all i pebre (ал и пебре) – яхния с картофи, червен пипер и змиорки.
Във вътрешността и в южните части на област Валенсия, под влияние на съседна Кастилия-Ла Манча е типично гаспачо Manchego (Манчего), като се среща и традиционното гаспачо с дивечово месо, а така също и варианти с риба и морски дарове.

### Сосове
Алиоли (дума на валенсиански, която произлиза от обединението на all (чесън) и oli (олио)) е един от най-характерните сосове, използвани във валенсианската кухня. В кастилоговорещия район на Валенсия се нарича ajoaceite (ахоасейте), образуван от емулсията на зехтин и чесън. Често това се използва като подправка на някои ястия, особено при приготвените на основата на риба или морски дарове, на arroz a banda (ароз а банда) в Аликанте, а понякога служи като сос, сервиран отделно.

### Кокас (сладкиши)
Кокас представляват вид плоски питки от тесто, които могат да бъдат сладки или солени. Има много видове кокас из територията на Валенсия, независимо дали са солени като тези с домати, с риба тон (тонина – tonyina), които се консумират по време на празниците на огньовете на Сан Хуан де Аликанте или кока от царевица, типична за Сафор. Сред сладкишите се срещат също кока де йанда (llanda), на Кастейон, на молитас или на питка Кристина.

### Предястия
Консумацията на солена риба е много типична за региона, особено пушена риба тон, хайвер или суха треска, с които се приготвят такива традиционни ястия като есгарает (esgarraet), еспенкат (espencat) или титайна (titaina).
Зеленчуците от градината се използват за салати (типичната валенсианска салата включва домати, маруля, лук и нещо мариновано като маслини или каперси) или да се приготви традиционно варено, вечеря за много възрастни.
Тъй като валенсианският климат по принцип е сух, няма много животновъдство, затова там не са толкова много видовете сирене, като почти всички са меки. Може да се откроят сиренето от гр. Трончон, бланкет (blanquet – бяло), касолета (cassoleta – сирене, придобило формата си от приготвянето му в малка тенжера или формичка), от Нусия или от салфетка (придобило формата си от производствения процес, в който се натиса и източва суроватката със завързана салфетка), традиционно сервирани на скара.
Сред най-популярните колбаси са наденица (както крехката, така и като тази за Великден, която се сервира сушена), кървавица (от лук, ориз или хляб), чоризо (салам с пипер) и пикантния салам собрасада (особено в района на Марина Баха, която бе повторно заселена от майоркинците след прогонването на маврите).

### Захарни изделия
Традиционните валенсиански захарни изделия имат значително мюсюлманско влияние, поради което се използват много бадеми и мед. Най-известното захарно изделие несъмнено е коледният турон (халва) с бадеми и захар, произведен в Хихона (Аликанте) и Касинос (Валенсия). Друго известно захарно изделие са захаросаните бадеми, също от Касинос или Алкой.
Типична напитка за региона е horchata de chufa (орчата де чуфа – бадемово мляко), главно в Алборая, която често се приема разбита с лед или течна (винаги много студена) и в нея се потапят фартони (fartones).
Други захарни изделия са arnadí (арнади – сладкиш, направен от тиква и бадеми), на almojábanas (пити), на rosigones (росигони), на arrop i tallaetes (ароп и талаетес) или orelletes (орелетес – ушички). На Великден е много традиционна консумацията на козуначни кифли и panquemado (панкемадо – кифла), типичен за Алберике, който се приготвя през цялата година.

### Напитки
Автономната област Валенсия разполага с три запазени географски марки вина: вино от Аликанте, от Утиел-Рекена и от Валенсия. Освен това, в Рекена се произвежда пенливото вино кава. Също така във Валенсия се произвежда сладкото вино мистела и виното фондийон (отлежало аликантско вино). Има и две географски указания за виното в Кастейон и Тереразо.
Валенсианската вода е коктейл, направен на основата на алкохолни напитки (обикновено водка и джин), захар, портокалов сок и вино кава. Също така се среща една много традиционна напитка – horchata (орчата).

### Наименования за произход
Високото качество на валенсианските продукти е защитено с различни наименования за произход. От известната валенсианска земя се добиват продукти като артишок от Беникарло, планински череши от Аликанте, валенсиански фъстък, райската ябълка (каки) от Рибера дел Хукар, мушмула от Калоса де Енсария или познатите портокали. Също се произвежда зехтин с високо качество, грозде, с което се свързва звъна на празничните камбани на Нова Година, и ориз, основна част от валенсианската диета.
В провинция Аликанте се произвеждат традиционни алкохолни напитки като кафе-ликьор (от съществено значение за празника наречен „Маври и Християни“), кантуесо (ликьор), ерберо (анасонова алкохолна напитка) или анис палома (алкохолна напитка от вода и анасонова ракия, ликьор).
|  | Тази страница частично или изцяло представлява превод на страницата Gastronomía de la Comunidad Valenciana в Уикипедия на испански. Оригиналният текст, както и този превод, са защитени от Лиценза „Криейтив Комънс – Признание – Споделяне на споделеното“, а за съдържание, създадено преди юни 2009 година – от Лиценза за свободна документация на ГНУ. Прегледайте историята на редакциите на оригиналната страница, както и на преводната страница, за да видите списъка на съавторите. ВАЖНО: Този шаблон се отнася единствено до авторските права върху съдържанието на статията. Добавянето му не отменя изискването да се посочват конкретни източници на твърденията, които да бъдат благонадеждни. |